# Eduard Granados Gal
Eduard Granados Gal (Barcelona, 28 de juliol de 1894 - Chamartín de la Rosa, Madrid, 2 d'octubre de 1928) fou un compositor català

## Biografia
Eduard Granados va néixer al número 111 del carrer Pau Claris de Barcelona, fill del compositor Enric Granados i de la seva esposa, Amparo Gal.
Va fer els primers estudis en l'Acadèmia Granados que havia fundat a Barcelona el seu pare, i a Madrid, on s'havia traslladat el 1919. El 16 de desembre del mateix any dirigí l'intermedi de Goyescas, en estrenar-se aquesta òpera del seu pare en el teatre l'Òpera de París. Estava casat amb Soledad González Noriega (?-1955), amb qui va tenir tres fills. Va morir de tifus a l'hospital del Rey de Chamartín de la Rosa (actualment un barri de Madrid) el 2 d'octubre de 1928.

## Obra
Era un dels joves compositors espanyols d'esdevenidor més brillant i segur. Quan el sorprengué la mort havia finalitzat una obra que segons els que la coneixien, és una ostentació de tècnica i d'inspiració. Es tracta d'una sarsuela titulada Don Nadie, el llibret de la qual és original de Sepulveda i Leopoldo López de Saá. la seva estrena s'anunciava com a propera i ella havia posat el malaurat compositor les més grans esperances. El febrer de 1929 s'estrenà finalment al Teatro Apolo de Madrid, aquesta sarsuela amb el títol de El Caballero Sin nombre, i aconseguí un gran èxit. En ella, Granados Gal ofereix una interpretació personal d'Andalusia, personal malgrat la influència evident del seu pare. La partitura, que és molt inspirada, fou íntegrament repetida, pel desig entusiasta del públic, i els autors del llibret, al finalitzar el primer acte, es negaren a sortir a escena perquè els aplaudiments fossin exclusivament a la memòria del músic.

### Composicions
Les seves primeres composicions daten del 1912:
- Cinc cançons (lletra d'Apel·les Mestres) premiades en la Primera festa de la Joventut de la Ilustració Catalana, a aquestes li seguiren, Ifigeni in Tauris, composició orquestral sobre temes del seu pare i altres.[4]

Després es dedicà a compondre per al teatre, havent estrenat;
- Bufon y hostelero, (1917) sarsuela en dos actes; llibret d'A. Albert Torrellas.
- La princesita de los sueños locos, conte líric en un acte (producció estrenada a Barcelona igual que l'anterior). Posteriorment va donar al teatre:
- Los fanfarrones, òpera còmica en un acte (Barcelona, 1920);
- La vida se pone tonta, sainet en un acte (València, 1921);
- La Ciudad eterna, sarsuela en dos actes (Madrid, 1921);
- El valle de Ansó, sarsuela en un acte (València, 1923;[3]
- El príncipe ilusión, conte infantil, en dos actes (Barcelona, 1923).